# Athlītikos Podosfairikos Omilos Ellīnōn Leukōsias 2016-2017
Questa voce raccoglie le informazioni riguardanti l'Athlītikos Podosfairikos Omilos Ellīnōn Leukōsias nelle competizioni ufficiali della stagione 2016-2017.

## Rosa
| N. |                        | Ruolo | Calciatore            |
| -- | ---------------------- | ----- | --------------------- |
| 2  | Cipro (bandiera)       | D     | Kypros Christoforou   |
| 3  | Spagna (bandiera)      | D     | Roberto Lago          |
| 4  | Cipro (bandiera)       | C     | Kōstakīs Artymatas    |
| 6  | Paesi Bassi (bandiera) | C     | Lorenzo Ebecilio      |
| 7  | Cipro (bandiera)       | C     | Georgios Efrem        |
| 9  | Belgio (bandiera)      | A     | Igor de Camargo       |
| 10 | Argentina (bandiera)   | C     | Facundo Bertoglio     |
| 11 | Cipro (bandiera)       | C     | Nektarios Alexandrou  |
| 16 | Brasile (bandiera)     | C     | Vinicius              |
| 17 | Spagna (bandiera)      | A     | David Barral          |
| 19 | Cipro (bandiera)       | A     | Michalis Charalambous |
| 20 | Cipro (bandiera)       | A     | Pieros Sōtīriou       |
| 21 | Bulgaria (bandiera)    | D     | Živko Milanov         |

| N. |                               | Ruolo | Calciatore           |
| -- | ----------------------------- | ----- | -------------------- |
| 23 | Spagna (bandiera)             | D     | Iñaki Astiz          |
| 26 | Portogallo (bandiera)         | C     | Nuno Morais          |
| 30 | Cipro (bandiera)              | D     | Giōrgos Merkīs       |
| 31 | Cipro (bandiera)              | C     | Vasilios Papafotis   |
| 44 | Cipro (bandiera)              | D     | Nicholas Ioannou     |
| 46 | Cipro (bandiera)              | A     | Efstathios Aloneftis |
| 70 | Grecia (bandiera)             | C     | Giannīs Gianniōtas   |
| 77 | Brasile (bandiera)            | C     | Vander Vieira        |
| 78 | Spagna (bandiera)             | P     | Urko Pardo           |
| 80 | Colombia (bandiera)           | C     | Roger Cañas          |
| 90 | Rep. Centrafricana (bandiera) | D     | Cédric Yamberé       |
| 98 | Cipro (bandiera)              | P     | Antreas Paraskevas   |
| 99 | Paesi Bassi (bandiera)        | P     | Boy Waterman         |

## Risultati

### Supercoppa di Cipro
| Arbitro: | Masias |

|           |           |                                      |
| Efraim 9’ | Marcatori | 79’ Alex da Silva 87’ André Schembri |

### Europa League
| Arbitro: | Aleksandar Stavrev |

|                             |           |                  |
| Vinicius 75’ De Camargo 87’ | Marcatori | 45+1’ Maksimović |

| Arbitro: | Simon Lee Evans |

|  |           |              |
|  | Marcatori | 10’ Sōtīriou |

| Arbitro: | Tobias Welz |

|                             |           |           |
| Hoarau 18’, 52’, 82’ (rig.) | Marcatori | 14’ Efrem |

| Arbitro: | Sébastien Delferière |

|              |           |  |
| Sōtīriou 69’ | Marcatori |  |

| Arbitro: | Kevin Blom |

|                           |           |           |
| Aničić 59’ Despotović 84’ | Marcatori | 31’ Efrem |

| Arbitro: | Carlos del Cerro Grande |

|                                    |           |  |
| da Costa 19’ (aut.) de Camargo 83’ | Marcatori |  |

| Arbitro: | Jonas Eriksson |

|                                                 |           |                           |
| Merkīs 38’ (aut.) Aritz Aduriz 61’ Williams 72’ | Marcatori | 36’ Efraim 89’ Gianniōtas |

| Arbitro: | Vladislav Bezborodov |

|                                    |           |  |
| Sōtīriou 46’ Gianniōtas 54’ (rig.) | Marcatori |  |

| Arbitro: | Manuel de Sousa |

|  |           |             |
|  | Marcatori | 29’ Stanciu |

| Arbitro: | Aljaksej Kul'bakoŭ |

|                |           |  |
| Acheampong 65’ | Marcatori |  |